# Edward Rich, VI conte di Warwick
Edward Rich (1673 – 31 luglio 1701) fu il sesto conte di Warwick, barone di Rich e terzo conte di Holland nonché membro della Camera dei Lord.

## Biografia
Era figlio di Robert Rich, V conte di Warwick e di Anne Montague.
Nel 1675, alla morte del padre, ereditò il titolo di conte di Holland e di conte di Warwick.
Nel 1699 Warwick fu processato per omicidio colposo e giudicato colpevole insieme all'amico, Charles Mohun, IV barone di Mohun. Riuscì ad evitare la pena eccependo il privilegio di nobiltà .

## Matrimonio e discenza
Sposò nei primi mesi del 1697 Charlotte Middleton, figlia di Sir Thomas Middleton, da cui ebbe un figlio:
- Edward Henry Rich (1698-1721).